# 77 mm FK 16
 (mai 2021).
Si vous disposez d'ouvrages ou d'articles de référence ou si vous connaissez des sites web de qualité traitant du thème abordé ici, merci de compléter l'article en donnant les références utiles à sa vérifiabilité et en les liant à la section « Notes et références ».
Le canon de 77 mm modèle 1916, en allemand 7,7 cm FK 16 (FK pour Feldkanone signifiant canon de campagne), est une pièce d'artillerie développée et produite par l'entreprise allemande Krupp, spécialisée dans le travail du métal, tout à la fin du XIXe siècle. Ce modèle a été très largement utilisé par l'artillerie de campagne de l'armée allemande lors de la Première Guerre mondiale.